# Tute cabrero
El tute cabrero es la variante del tute más jugada en Argentina y Uruguay. Se juega individualmente y pueden participar tres, cuatro, cinco o seis personas. El objetivo es o bien sumar la mayor cantidad de puntos o bien la menor (ir a más o ir a menos), pues el que queda segundo pierde (por eso también se le llama más y menos). Si dos o más jugadores empatan en el segundo lugar, pierden todos ellos.
Se emplea la baraja española de 40 cartas. Hay un palo que pinta (llamado palo de triunfo). Durante cada mano los jugadores tienen la obligación de responder al palo y de matar. En general, cuando se juega de 6 personas, quien reparte la mano no juega (a efectos de reducir la cantidad de jugadores).

## Valores de las cartas
1. Ancho: 11 puntos
2. Tres: 10 puntos
3. Rey: 4 puntos
4. Caballo: 3 puntos
5. Sota: 2 puntos

## La partida
Objetivo: 
Es un juego de 40 cartas españolas, acompañado de azar y estrategias en forma individual, en donde cada jugador debe decidir si sumar puntos, "ir a más", o no sumar "ir a menos", depende de las cartas que tenga y las circunstancias del juego.
Valor de cartas en el recuento final:
Los ases (11 puntos), los tres (10 puntos), los reyes (4 puntos), los caballos (3 puntos), las sotas (2 puntos), las cartas sin valor son los siete, los seis, los cinco, los cuatro, y los dos, en ese orden de supremacía.
Reglamento:
Pierde solamente un jugador por juego, excepto que alguien haga Capote, en donde perderían el resto de los jugadores, o si alguno canta Tute, ya sea de reyes o de caballos, caso en que pierden todos los que lo hayan padecido. Se hace el recuento de puntos al finalizar todas las ruedas de bazas. Si uno o más jugadores suman la misma cantidad de puntos, nunca habría igualdad, ya que la mano sumaría un punto extra más que el que está a su derecha. Suele perder quien llega a los 4 porotos, tras perder dichas manos, sin embargo en algunos países de Sudamérica pierde el que llega a 5 derrotas.
El dador reparte las cartas tapadas, cada jugador podrá ver solamente sus cartas en mano, y las cartas que se lanzen a la mesa. Se llama baza a las cartas que se lanzan en forma destapadas a la mesa, dada la vuelta desde el que es mano hasta llegar al que es pie. 
Se lleva la baza la persona que tenga la carta de mayor valor, y debe colocarlas en un costado tapadas hasta el fin del juego para luego contarlas. El palo de triunfo supera a cualquier carta de los otros tres palos.
En el Tute cabrero se puede jugar de 6, de 5, de 4, o de 3 personas, en el Tute de 6 el dador queda un turno libre, y juegan los 5 restantes.
En el tute de 5 o de 4 personas, se dan todas las cartas, el dador puede elegir el palo de triunfo antes de que empiece cada juego. Vamos a suponer que eligió triunfo oro, ese será el palo dominante del juego hasta que se terminen de jugar todas las bazas. En el Tute cabrero de 3 personas, se reparten todas las cartas, y se da vuelta la última sobrante, que va a establecer el palo de triunfo, si sale una carta de más valor que un siete, el que tenga el siete de ese palo deberá cambiarla, si sale un siete, o seis, o un cinco, se deberá cambiar por el cuatro de ese palo, y si sale el cuatro se cambiará por el dos de ese palo. El dos de triunfo siempre quedará al costado de la mesa hasta terminar de jugar todas las bazas.
Empieza el juego el jugador que es mano, eligiendo una de sus cartas para lanzar sobre la mesa, debe continuar el que está a su derecha, luego sigue en ese sentido el resto hasta terminar la primera baza, y debe iniciar la próxima mano la persona que levantó la baza anterior. 
Ejemplo, si fuera triunfo oro, y el jugador que inicia una mano elige tirar una carta de copa, todos tienen que jugar copa, y están obligados a matar a la carta que se haya jugado hasta ese momento, si alguno no tiene copa deberá matar con cualquier carta de triunfo que tenga, si otro de los que sigue no tiene copa y puede matar con un triunfo más alto que el anterior, tendrá la obligación de matar, si otro no tiene copa y tiene triunfo más pequeño que el que había matado, no está obligado a jugar triunfo, y podrá optar por cualquier otra carta, si un jugador no tiene copa ni triunfo deberá elegir jugar cualquier carta.
En caso de que alguien no haya respondido al palo designado, teniendo ese palo para responder, o que no haya matado pudiendo matar, estaría renunciando, y puede ser denunciado por cualquiera de sus adversarios, y pierde la ronda recibiendo un poroto.
Arrastrar significa salir con triunfo de mayor valor que quede en curso, con el objetivo de sacar los triunfos que queden. 
El término "encanar" es cuando uno sale con una carta que obligue a levantar una baza a alguien que va a menos.
Si un jugador decide "ir a más", y tiene en la mano un rey y un caballo de un mismo palo, al levantar una baza con otra carta, puede cantar "20 en ese palo" sumando veinte puntos, si el rey y caballos son del palo de triunfo puede cantar "las 40", sumando cuarenta puntos. La persona que se lleve la última baza, se lleva 10 puntos obligados, llamados "diez de última". Si una persona levanta una baza con un rey y caballo del mismo palo, se lleva 20 puntos obligados, y si es de triunfo se lleva 40 puntos. Capote se lo llama a la persona que levanta todas las bazas, y el resto de los adversarios perderán ese juego sumando un poroto, si un jugador levanta todas las cartas pero había cantado "las 20" o "las 40", pierde y se lleva un poroto sin poder hacer Capote. 
Una persona puede cantar Tute, si al levantar una baza, tiene solamente en la mano los cuatro reyes o los cuatro caballos, lo cual deberá mostrarlo, y el resto de los jugadores perderán recibiendo un poroto. Si una persona cantó "las 20" o "las 40", no podrá cantar Tute.
Cantidad de participantes:
De 5 jugadores:
Si son solamente dos los jugadores que levantan al menos una baza, pierde el que queda segundo.
Si son solamente tres los jugadores que levantan al menos una baza, pierde el que queda tercero.
Si son solamente cuatro los jugadores que levantan al menos una baza, pierde el que queda tercero.
Si los cinco jugadores levantaron al menos una baza, pierde el que queda tercero.
• De 4 jugadores:
Si son solamente dos los jugadores que levantan al menos una baza, pierde el que queda segundo.
Si son solamente tres los jugadores que levantan una baza, pierde el que queda tercero.
Si los cuatro levantan al menos una base, pierde el que queda tercero.
• De 3 jugadores: 
Si son solamente dos los jugadores que hayan levantado al menos una baza, pierde el que queda segundo.
Si los tres jugadores levantaron al menos una baza, pierde el que queda segundo.

## El fallo
Los jugadores tienen la obligación de seguir el palo y de matar. Cuando puedan hacer ambas cosas deben hacer las dos (o sea tirar una carta del mismo palo y que mate la mano). Si no puede cumplir ambas debe cumplir la primera (o sea tirar una carta del mismo palo), esto es así aunque no mate o aunque otro jugador haya tirado triunfo. Si no puede cumplir la primera (porque no tiene cartas del mismo palo) debe matar, para ello debe tirar una carta de triunfo (y más alta que otras de triunfo si se han tirado). Si no puede cumplir con ninguna de las dos (porque no tiene para seguir el palo y porque no tiene triunfo o si tiene triunfo no es más alto que el que otro haya tirado en la mesa) puede tirar la carta que desee. 
No obstante, cualquier jugador que llegase a errar en cumplir estas obligaciones pierde la mano si algún contrincante le indica el fallo. También pierda la mano quien canta mal (por no tener aquellas cartas que indica en su canto o por haberlas jugado con anterioridad).

## Hacer Capote
Cualquier jugador puede levantar todas las cartas o bien ninguna. Aquel que lograse hacerse con las 40 cartas hace Capote y todos sus rivales pierden la mano y se anotan un poroto. Sin embargo, si quien hace Capote anteriormente ha cantado (tanto Las veinte como Las cuarenta) él es quien pierde la mano.

## Casos particulares
- Si un jugador levanta todos los puntos, pero no todas las cartas, pierden todos aquellos jugadores que hayan levantado bazas con cero puntos.
- Si dos o más jugadores empatan a más, y ningún otro jugador ha levantado bazas, pierden quienes hayan empatado a más.
- Si dos o más jugadores empatan a más, pero al menos otro jugador ha levantado bazas, pierde este último.
- Si dos o más jugadores empatan en la segunda posición, pierden todos ellos.

• Otras reglas de Tute Cabrero, muy jugado en Sudamérica:
En este caso pierde solamente un jugador por juego, excepto que alguien haga capote, en donde perderían el resto de los jugadores, o cuando alguno hace tute, ya sea de reyes o de caballos, caso en que pierden todos los que lo hayan padecido. Si uno o más jugadores sumaron la misma cantidad de puntos, nunca habría igualdad, ya que el que está más cerca de la mano sumaría un punto extra más que el que le sigue.
• De 5 jugadores:
Si son sólo dos los jugadores que levantan al menos una baza, pierde el que queda segundo.
Si son sólo tres los jugadores que levantan al menos una baza, pierde el que queda tercero.
Si son sólo cuatro los jugadores que levantan al menos una baza, pierde el que queda tercero.
Si los cinco jugadores levantaron al menos una baza, pierde el que queda tercero.
• De 4 jugadores:
Si son sólo dos los jugadores que levantan al menos una baza, pierde el que queda segundo.
Si son sólo tres los jugadores que levantan una baza, pierde el que queda tercero.
Si los cuatro levantan al menos una base, pierde el que queda tercero.
• De 3 jugadores: 
Si son sólo dos los jugadores que hayan levantado al menos una baza, pierde el que queda segundo.
Si los tres jugadores levantaron al menos una baza, pierde el que queda segundo.

## Otras consideraciones
- El jugador que levanta la última baza obtiene 10 puntos de última.
- Si los dos jugadores que más puntos obtienen, empatan en su tanteador, pierden ambos.
- Si alguien levanta al menos una baza aunque no obtiene puntos, pierde en relación con aquel que no ha levantado ninguna carta.

## Otras formas de jugar
- A cara de perro: También pierda la mano quien juega la carta antes de su mano (se considera fallar).
- Con costo de acusar: El jugador que indica a otro que ha fallado pierde cuando su acusación es falsa. Siempre que hay una acusación se debe interrumpir el juego e intentar reconstruir la partida revisando lo que ha levantado cada jugador. En ambos casos, si la acusación es cierta o falsa se pierden dos porotos.
- Cuando se canta tute: Gana la mano o el partido según la variante que se esté jugando.
- Todos los del medio pierden: Si las bazas se reparten entre más de dos jugadores, pierden los jugadores "del medio" o sea, todos los que hayan levantado cartas salvo el que haya sumado más puntos (se dice que ganó a más) y el que haya sumado menos puntos (se dice que ganó a menos). Los que no han levantado cartas no cuentan.
- En algunos lugares de Argentina y Chile, la expresión "Samoré" se aplica al perdedor que queda en el medio, en referencia al embajador de la Santa Sede que tuvo rol de mediador ante el posible conflicto bélico de Argentina y Chile en los años 70. Es decir, pierde un solo jugador por juego, excepto si alguien hace capote, o tute (de reyes o de caballos), en donde perderían todos aquellos que lo hayan padecido.